# منطقة السقيلبية
منطقة السقيلبية منطقة سورية إدارية تتبع محافظة حماة ومركزها مدينة السقيلبية، بلغ تعداد سكان المنطقة 238,211 نسمة حسب التعداد السكاني لعام 2004.

## نواحي منطقة السقيلبية
- ناحية مركز السقيلبية
- ناحية سلحب
- ناحية الزيارة
- ناحية شطحة
- ناحية قلعة المضيق